# 拉然雅爾 (巴拉那州)
拉然雅爾（葡萄牙語：Laranjal）是巴西的市鎮，位於該國南部，由巴拉那州負責管轄，始建於1993年1月1日，面積559平方公里，海拔高度740米，2013年人口6,384，人口密度每平方公里11.41人。